# Рівнина Еллада

Марс: карта висот. Еллада внизу праворуч. Деталізована мапа від Google Maps

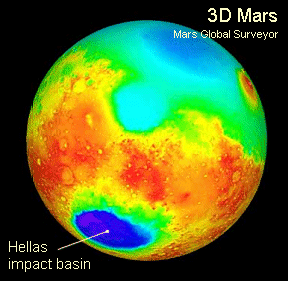
Марс: карта висот. Еллада — синя область знизу.

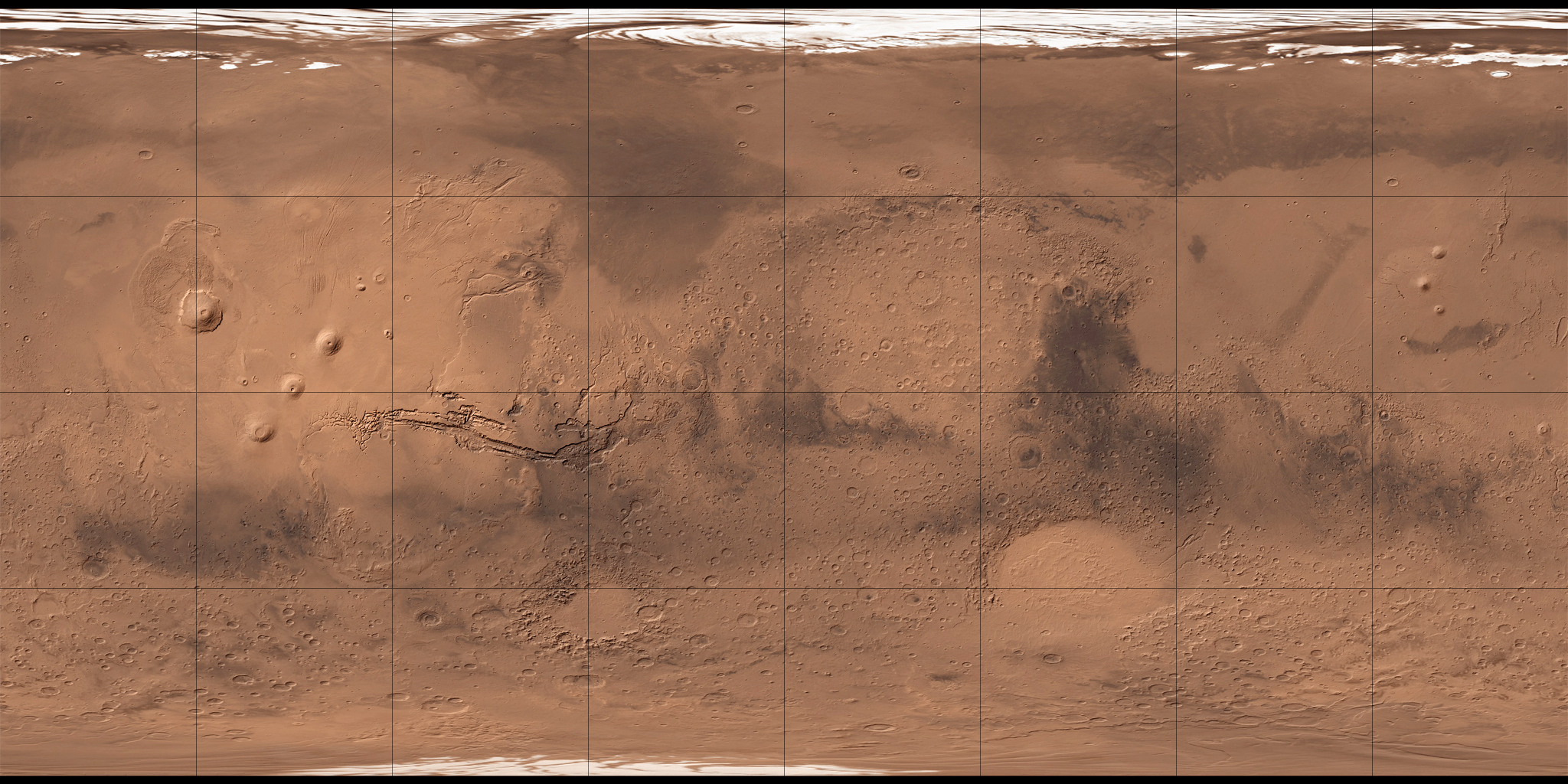
Еллада на мапі Марса.

Рівнина Еллада (лат. Hellas Planitia) — рівнинна западина округлої форми на південній півкулі Марса. Це найглибша низовина планети: її поверхня лежить на 9 км нижче навколишньої височини і на 7 кілометрів нижче средньомарсіанского рівня поверхні. Максимальний розмір — близько 2300 кілометрів. Свою назву Еллада отримала завдяки астроному Джованні Скіапареллі.

## Інформація
Діаметр Еллади близько 2300 кілометрів, і це найбільша однозначна структура ударного походження на планеті, звісно якщо Північний полярний басейн не виявиться ударним кратером. Вважається, що Еллада утворилася в період пізнього важкого бомбардування у Сонячній системі, приблизно від 4,1 до 3,8 мільярдів років тому, коли ймовірно великий астероїд вдарився об поверхню Марса, залишивши по собі величезний кратер.
Оскільки рівнина Еллада — дуже глибока низовина, товщина атмосфери над нею істотно більша, ніж над сусідніми областями. Перепад висот між обідком кратера Еллади і дном досягає 9000 метрів. Глибина кратера (7152 метрів нижче стандартного топографічного рівня висот на Марсі) пояснює атмосферний тиск на дні у 1155 паскалів (11,55 мілібара, або 0,01 атм). Це на 89% вище за тиск на середній топографічній точці на Марсі (610 Па, або 6,1 мілібарів) і вище потрійної точки води, що свідчить про те, що при такому тиску фаза рідини могла б бути присутня за певної температури. Наявність розчиненої солі могла б ще більше розширити межі існування рідкої води. Було висловлено припущення, що поєднання процесів замерзання та вибухового кипіння може бути відповідальне за утворення ярів у кратері.
Під час марсіанської зими рівнина Еллада покривається інеєм і видна з Землі як велика світла пляма. Те ж саме стосується й рівнин Аргір і Елізій. До польотів космічних апаратів на Марс астрономи припускали, що ці області є височинами, покритими снігом або інеєм.
Деякі з низинних каналів відтоку простягаються аж до Hellas Planitia з вулканічного комплексу Hadriacus Mons на північному сході, а два з них, як це видно на знімках Mars Orbiter Camera, містять яри: Dao Vallis та Reull Vallis. Ці яри також є достатньо низькими для того, аби тут на короткий час, у марсіанський полудень, з'являлася вода в рідкому стані, якщо температура підніметься вище 0 за Цельсієм.
У своїй роботі група Леслі Блімастера (англ. Leslie Bleamaster) узагальнила дані і знімки, зібрані різноманітними апаратами, що досліджували Марс. Вчені зосередилися на області Еллада. Були вивчені характерні особливості місцевої геології, зокрема світлі шаруваті відкладення на східному кордоні Еллади. В результаті автори роботи дійшли висновку про те, що ці відкладення з'явилися внаслідок ерозії і перенесення порід з навколишніх височин у велику водойму, що могла існувати приблизно між 4,5 і 3,5 мільярдами років тому.
Це чергове підтвердження можливого факту, який за останні роки став практично однозначно доведеним: колись Марс був майже так само багатий водою, як і Земля. Океан міг покривати до третини його поверхні, але при цьому міг бути повністю покритий льодом.
Еллада — це антипод опуклості Alba Patera. Дещо менша Isidis Planitia разом з Провінцією Фарсида мають величезні вулкани, в той час як Argyre Planitia є приблизно діаметрально протилежною відносно вулканічної провінції Elysium, іншої важливої піднятої області щитових вулканів на Марсі. Чи щитові вулкани насправді були викликані діаметрально протилежними впливами, такими як ті, що створили Елладу, чи це лише збіг обставин, в даний час невідомо.
|                                                           |
| Залишки течії на поверхні Еллади, як видно з фото HiRISE. |

|                                                                                 |
| Виті місцевості в Hellas Planitia (насправді знаходиться в квадранглі Noachis). |

| |
| Топографічна карта Еллади та її околиць в південних височинах, зроблені MOLA, інструментом Mars Global Surveyor. Глибина кратера — 7152 метрів нижче стандартних топографічних висот Марса. |

|                              |
| Схема перепаду висот Еллади. |

|                                         |
| Топографічна карта розташування Еллади. |

## Відкриття та найменування
Через значний розмір, форму і світлий колір Еллади, який контрастує з іншою навколишньою частиною планети, Hellas Planitia була однією з перших марсіанських особливостей, яку виявили з Землі за допомогою телескопа. До досліджень Джованні Скіапареллі, який дав формуванню ім'я «Hellas» (що в перекладі з грецького означає Еллада), він був відомий як «землі Лок'єра» — назва, присвоєна регіонові Річардом Ентоні Проктором в 1867 році на честь сера Нормана Лок'єра, Англійського астронома, який, використовуючи 16-сантиметровий телескоп-рефрактор, відтворив «перше по-справжньому правдиве зображення планети» (в оцінці Ежена Мішеля Антоніаді).

## Можливі льодовики

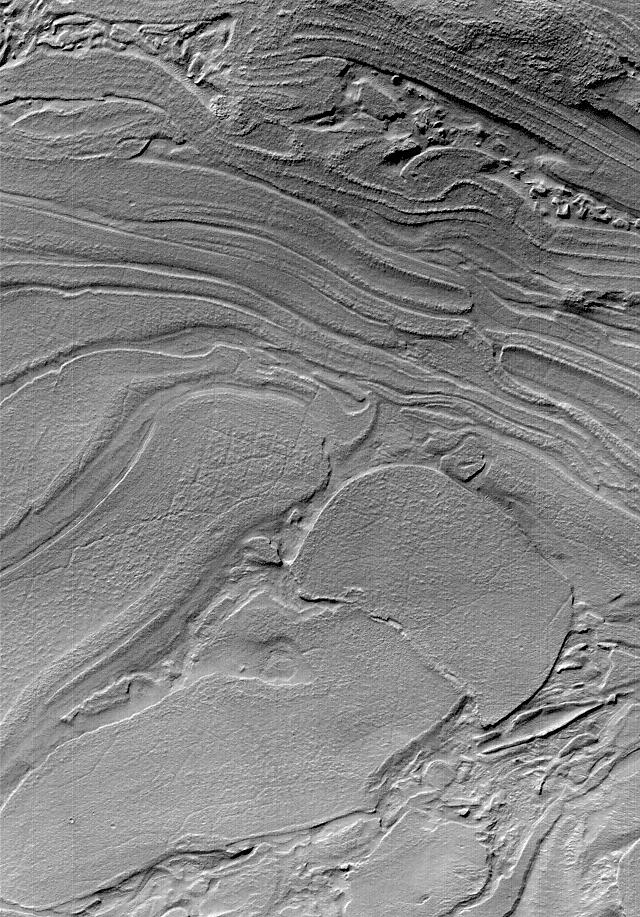
Еллада. Фото від Mars Global Surveyor, що підтверджує можливість знаходження льодовиків під поверхнею.

Радіолокаційні зображення, виконані радаром-ехолотом SHARAD космічного апарата Mars Reconnaissance Orbiter, дозволяють припустити, що деталі рельєфу під назвою лопатеподібний осиповий шлейф в трьох кратерах східного регіону Hellas Planitia насправді є льодовиками з водяного льоду, поховані під шаром бруду, піску і каміння. Товщина льоду, похованого під поверхневими шарами породи, у цих кратерах, за вимірами SHARAD, становить в середньому до 250 метрів товщиною, а у верхніх кратерах близько 300 метрів та 450 метрів на середніх і нижніх рівнях відповідно. Вчені вважають, що сніг і лід накопичувалися на більш високих топографічних місцевостях, а потім сповзали вниз, і в даний час захищені від сублімації (випаровування схожого на випаровування сухої криги на Землі) шаром щебеню, піску, каміння та пилу. Борозни та кряжі на поверхні були викликані деформацією льоду під нею.
Крім того, форми багатьох місцин в Hellas Planitia та інші частини Марса сильно нагадують льодовики, а поверхня виглядає так, наче рух під ними відбувається й досі.
| |
| Еллада з численними дрібними кратерами, деякі з яких можливо заповнені кригою, схованою під піском та камінням. |

|                                                                                           |
| Язикоподібний льодовик в Елладі. Лід може все ще існувати під ізоляційним шаром з ґрунту. |

| |
| Знімок льодовика великим планом, з роздільною здатністю близько 1 метра. Фото є підставою робити припущення про наявність льоду. |